# 이아고 팔케
이아고 팔케 실바(Iago Falque Silva, 1990년 1월 4일 ~ ) 스페인의 축구 선수로 현재 카테고리아 프리메라 A의 아메리카 데 칼리에서 미드필더로 뛰고 있다.

## 선수 경력

### 클럽
유벤투스 FC 유소년팀 시절 토르네오 디 비아레조 2연속 우승을 맛보았지만 성인팀 입단 후에는 단 1경기도 출전하지 못한 채 2010-11 시즌을 앞두고 당시 스페인 2부 리그의 비야레알 CF B팀으로 임대 이적하여 36경기 11골을 기록하며 팀의 2부 리그 잔류에 기여했다.
이후 2011년부터 2014년까지 잉글랜드 프리미어리그 토트넘 핫스퍼에 몸 담았지만 단 11경기 출장에 그쳤고 사우샘프턴 FC에서도 거의 출전 기회를 부여받지 못하는 등 잉글랜드에서의 생활은 그다지 순탄치 못했다.
그 후 2013년 스페인 2부 리그의 UD 알메리아로 임대 이적하며 26경기 2골로 정규리그 3위, 팀의 준우승, 차기 시즌 1부 리그 승격에 기여했고 2012-13 시즌을 마치고 라리가의 라요 바예카노로 이적하여 34경기 3골로 팀의 리그 잔류에 이바지했다.
2014-15 시즌을 앞두고 이탈리아 세리에 A의 제노아 CFC로 이적하여 33경기 13골을 터뜨리며 팀의 리그 6위의 호성적에 기여했음에도 불구하고 2015-16년 UEFA 유로파리그 진출은 아쉽게도 이뤄지지 못했으며 2014-15 시즌을 마친 뒤 AS 로마로 이적하여 세리에 A 2015-16 리그 3위의 성적과 2016-17년 UEFA 챔피언스리그 플레이오프 진출에 기여했다.
그리고 2016-17 시즌을 앞두고 토리노 FC로 임대 이적하여 리그 35경기 12골로 리그 9위로 1부 리그 잔류에 한몫했고 이후 완전 이적하여 현재까지 73경기 20골을 기록하고 있다.

### 국가대표팀
스페인 U-17 대표팀 시절 2007년 FIFA U-17 월드컵 본선에 출전하여 북한과의 16강전에서 득점을 기록하며 팀의 준우승에 일조하는 등 12경기 3골을 기록했고 2008년 갈리시아 대표팀 소속으로 이란과의 친선 경기에서 성인대표팀 국제 경기 데뷔전을 치렀다.

## 수상

### 클럽
UD 알메리아
- 세군다 디비시온 : 준우승 (2012-13)

 유벤투스 FC (유소년팀)
- 보르네오 디 비아레조 : 우승 (2009, 2010)

 AS 로마
- 세리에 A : 3위 (2015-16)

### 국가대표팀
스페인 U-17
- FIFA U-17 월드컵 : 준우승 (2007)